# Prix Lemelson
 (octobre 2016).
Si vous disposez d'ouvrages ou d'articles de référence ou si vous connaissez des sites web de qualité traitant du thème abordé ici, merci de compléter l'article en donnant les références utiles à sa vérifiabilité et en les liant à la section « Notes et références ».
Le prix Lemelson est un prix accordé aux inventeurs qui ont permis d’améliorer la vie grâce à leur invention.

## Création
Le prix Lemelson a été créé par l'inventeur américain Jerome H. Lemelson (en). La fondation qui porte son nom aide les inventeurs et leur création à toutes les étapes de leur projet et a pour objectif que les inventeurs et créateurs américains servent l'image des États-Unis dans le Monde.

## Catégories
Le prix se divise en 4 catégories qui récompense :
- Eat it : inventions dans le domaine de l’alimentation,
- Cure It : ce qui relève de la santé,
- Drive it : les transports,
- Use it : les outils améliorant l’expérience utilisateur.